# تری وی (آریزونا)
تری وی (به انگلیسی: Three Way) یک منطقهٔ مسکونی در ایالات متحده آمریکا است که در شهرستان گرینلی، آریزونا واقع شده‌است. تری وی ۱٬۱۰۶٫۱۳ متر بالاتر از سطح دریا واقع شده‌است.